# Seconda guerra dei cent'anni

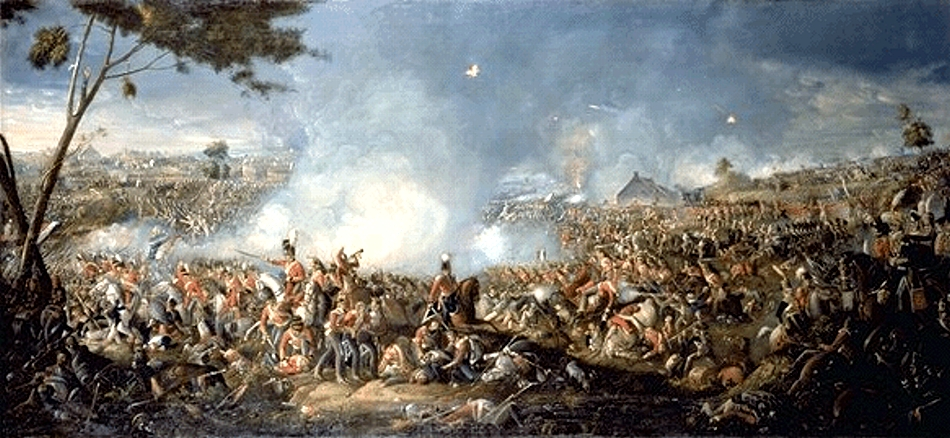
La Battaglia di Waterloo, 1815, pose fine ad oltre 100 anni di guerre.

Seconda guerra dei cent'anni è un'espressione convenzionale usata da alcuni storici per definire una serie di conflitti tra Inghilterra (in seguito Gran Bretagna e poi Regno Unito) e Francia estesi su un arco di tempo che spazia tra il 1689 e il 1815.
L'espressione fu coniata per la prima volta da John Robert Seeley nel suo celebre lavoro storico The Expansion of England: Two Courses of Lectures (1883).

## Storia
Nella seconda metà del XVII secolo i regnanti del casato degli Stuart si erano convertiti al cattolicesimo ed avevano stabilito buoni rapporti con il Re di Francia Luigi XIV. In precedenza anche i sovrani inglesi Giacomo I e Carlo I, entrambi protestanti, evitarono il più possibile di essere coinvolti nella guerra dei trent'anni e stabilirono rapporti per lo più pacifici con la Francia per tutta la durata del XVII secolo, anche in considerazione di un potente nemico comune da fronteggiare: l'impero spagnolo, in quel momento al suo apogeo economico e militare. I loro discendenti Carlo II e Giacomo II supportarono anzi attivamente il sovrano francese nella guerra d'Olanda, in funzione anti-spagnola.
La serie di conflitti e ostilità reciproca ebbe inizio con l'ascesa del protestante Guglielmo III al trono d'Inghilterra nella Gloriosa rivoluzione. Guglielmo III, al contrario dei suoi predecessori, iniziò una ferma politica di opposizione al cattolicissimo sovrano francese Luigi XIV ponendosi come punto di riferimento per tutti i protestanti d'Europa.
Dopo Guglielmo III le ostilità tra i due Paesi abbandonarono la connotazione esclusivamente religiosa per estendersi anche al campo economico e commerciale dando origine a sanguinosi conflitti in diverse parti del mondo. Dopo la morte della regina Anna, la conseguente caduta della dinastia Stuart e il passaggio del trono nelle mani del Casato di Hannover (anch'essi protestanti) nel 1714, le tensioni continuarono, tuttavia per un periodo di quasi 30 anni non si ebbero conflitti militari.

### La guerra dei sessant'anni
Per tutta la seconda metà del Settecento i due Paesi manterranno reciproca ostilità e si daranno battaglia quasi senza sosta sui campi di tutto il mondo (e in particolare in Nordamerica tra le rispettive colonie e poi anche con i neonati Stati Uniti, in quella che è nota nella storiografia britannica come guerra dei sessant'anni, iniziata come semplice guerra regionale, ma portando ad eventi di rilevanza mondiale), ma è durante le guerre napoleoniche che l'ostilità arriverà all'apice essendo l'Inghilterra il paese leader delle varie coalizioni antifrancesi. La battaglia di Waterloo e la caduta definitiva di Napoleone Bonaparte misero di fatto fine alla lunghissima serie di scontri tra i due Paesi, che negli anni successivi si trovarono a cooperare in più occasioni dalla stessa parte della barricata. Nonostante tutto nella cultura popolare francesi e inglesi si considerano nemici naturali; per evitare ulteriori attriti nel 1904 le due nazioni stipularono l'Entente cordiale, dimostrando che se pur le differenze culturali continuavano, i conflitti violenti erano giunti al termine.

## Il contesto
Esattamente come la prima guerra dei cent'anni, il termine non descrive un unico conflitto durato oltre un secolo ma uno stato di prolungata belligeranza tra le due potenze, che ha portato allo sfociare di numerosi scontri nel periodo in cui i due Paesi si contendevano il predominio sulle colonie del mondo intero.
I vari conflitti compresi in questo periodo (soprattutto quelli del XVIII secolo) hanno coinvolto anche altre nazioni europee e tutti, con l'eccezione della Guerra della Quadruplice Alleanza, hanno visto affrontarsi i due Paesi uno contro l'altro. Alcuni di questi conflitti sono stati ribattezzati anche guerre mondiali poiché hanno visto i due Paesi combattere per il possesso delle colonie nei Caraibi e in Oriente.

## Lista di conflitti
- Guerra della Grande Alleanza (1688–1697)
- Guerra di successione spagnola (1701–1714)
- Guerra di successione austriaca (1742–1748)
- Guerre franco-indiane (1689–1763)
  - Guerra di re Guglielmo (1689–1697)
  - Guerra della regina Anna (1702–1713)
  - Guerra di re Giorgio (1744–1748)
  - Guerra franco-indiana (1754–1763)
- Guerra dei sette anni (1756–1763)
- Guerra d'indipendenza americana (1775–1783)
- Guerre rivoluzionarie francesi (1792–1802)
  - Guerre della prima coalizione (1792–1797)
  - Guerre della seconda coalizione (1798–1802)
- Guerre napoleoniche (1803–1815)
  - Invasione del Regno Unito pianificata da Napoleone (1803–1805)
  - Guerra d'indipendenza spagnola (1808–1814)
  - Guerra dei Cento giorni (1815)